# Pável Ponomariov

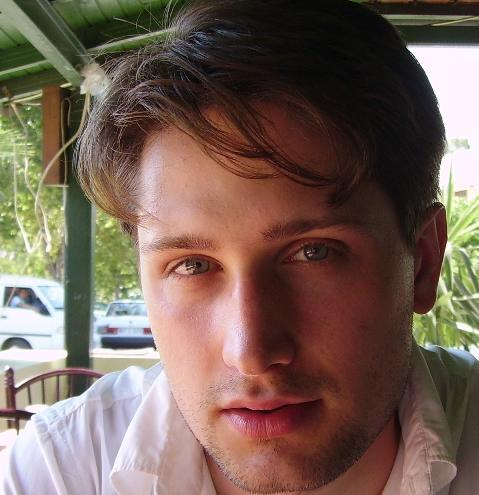

Pável Ponomariov (del ruso: Павел Пономарёв) (n. 30 de enero de 1980) es un actor y cantante estonio de origen ruso, que participó en la película sueca Lilya 4-ever de Lukas Moodysson. Nació en San Petersburgo pero emigró a Estonia con sus padres a temprana edad. Su carrera actoral empezó con los musicales Les Miserables y Miss Saigón montados por Georg Malvius en el Linnahall de Tallin. 
Pavel se graduó del instituto de música de Georg Ots donde se especializó en el canto de pop y jazz. Es el cantante principal de la banda estonia Wild Ones.

## Filmografía
- Lilja 4-ever o Lilya 4-ever (2002) de Lukas Moodysson, Suecia.